# 지방도 제1120호선
지방도 제1120호선(대한로)은 제주특별자치도 서귀포시 대정읍 하모리와 제주시 한림읍 동명리를 잇는 제주특별자치도의 지방도이다.
1995년 10월 5일에 노선 지정되었으며 지정 당시에는 21.2km였으나 현재는 일부 구간이 해제되어 18km가 되었다.

## 역사
- 1995년 10월 5일: 남제주군 대정읍 하모리와 북제주군 한림읍 한림리를 잇는 연장 21.2km의 지방도 제1120호 대정 ~ 한림선 신설[2]
- 2003년 4월 7일: 지방도 노선 폐지 및 재지정[3]

## 주요 경유지
- 서귀포시
  - 대정읍 하모리 - 동일 교차로 - 동일리 교차로 - 동일리 - 신평리 - 농공단지입구 - 무릉2리 교차로 - 인형동 교차로 - 무릉리

- 제주시
  - 한경면 산양리 - (회전 교차로) - 청수리 - 청수회관사거리 - 저청삼거리 - 저청중학교 - 저청초등학교 - 분재원입구 - 저지보건진료소 - 저지리
  - 한림읍 월림리 - 월림삼거리 - 월림 교차로 - 금능리 - 망오름 교차로 - 협재리 - 명월사거리 - 명월 교차로 - 명월성지 - 한림중학교 - 동명리

## 중복 구간
- 제주시 한경면 저청삼거리 ~ 한림읍 월림삼거리: 지방도 제1136호선과 중복

## 도로명
지방도 명칭과 달리 도로명이 여러개 존재한다.
- 서귀포시 대정읍 하모리 ~ 제주시 한경면 저청삼거리: 대한로
- 제주시 한경면 저청삼거리 ~ 한림읍 월림삼거리: 중산간서로
- 제주시 한림읍 월림삼거리 ~ 동명리: 명월성로